# Kevin Bales
Kevin Brian Bales (né en 1952) est professeur spécialiste de l'esclavage contemporain à l'Université de Nottingham, coauteur du Global Slavery Index. Il a été cofondateur et président de Free the Slaves. Free the Slaves est l'organisation sœur américaine d'Anti-Slavery International, la plus ancienne organisation de défense des droits humains au monde.

## Parcours professionnel et académique
Kevin Bales est diplômé du lycée de Ponca City à Ponca City, dans l'Oklahoma, en 1970. Il a obtenu son doctorat à la London School of Economics en 1994 avec une thèse sur les premières innovations en recherche sociale : l'enquête sur la pauvreté de Charles Booth. Il est également titulaire d'un BA en anthropologie de l'Université de l'Oklahoma, d'une maîtrise en sociologie de l'Université du Mississippi et d'une maîtrise en histoire économique de la London School of Economics.
En 1990, il s'est associé à Simon Pell, alors directeur d'Arts for Labor au Royaume-Uni, pour former le cabinet de conseil en recherche et collecte de fonds, Pell & Bales Ltd. L'entreprise collecte des fonds pour des organisations caritatives médicales, des groupes de défense des droits de l'homme, des campagnes environnementales, le développement à l'étranger et le Parti travailliste. En novembre 2011, la collecte de fonds par la société a dépassé la barre du milliard de livres (1 000 000 000 £ ou 1,6 milliard de dollars).

## Livres
Le Dr Bales a beaucoup écrit sur l'esclavage moderne. Son livre le plus connu est Disposable People : New Slavery in the Global Economy (1999 ; édition révisée, 2004, nouvelle édition 2012), une analyse des opérations sur cinq thématiques esclavagistes : prostitution en Thaïlande, vente d'eau en Mauritanie, production de charbon de bois au Brésil, agriculture générale en Inde et briqueterie au Pakistan. L'archevêque Desmond Tutu a qualifié le livre « d'exposition bien documentée, savante et profondément troublante de l'esclavage moderne ». Le livre a été publié en dix langues différentes. Le livre a constitué la base d'un film, Slavery: A Global Investigation, réalisé par TrueVision en 2000, qui a remporté un Peabody Award.

## Prix et distinctions
Kevin Bales a reçu en 2011 le prix Grawemeyer de l'Université de Louisville pour l'amélioration de l'ordre mondial.
Il a été nommé Compagnon de l'Ordre de Saint-Michel et Saint-Georges lors des honneurs du Nouvel An 2017 pour services rendus au mouvement antiesclavagiste mondial.

### Livres
- Bales, Kevin (1999). Personnes jetables : nouvel esclavage dans l'économie mondiale (2004 ; 2012) (ISBN 9780520243842)
- Bales, Kevin (2005). Comprendre l'esclavage mondial : un lecteur (ISBN 9780520245075)
- Bales, Kevin (2005). Nouvel esclavage : un manuel de référence (ISBN 9781576072394)
- Bales, Kevin (2007). Mettre fin à l'esclavage : comment nous libérons les esclaves d'aujourd'hui (ISBN 9781435611511)
- Balles, Kevin ; Trodd, Zoé (2008).Plaidoyer pour notre propre cause : histoires personnelles d'esclaves d'aujourd'hui (ISBN 9780520257962)
- Balles, Kevin ; Malbert, Roger ; Sealy, Marc (2008). Documenter les personnes jetables : l'esclavage mondial contemporain (ISBN 9781853322648)
- Balles, Kevin ; Soodalter, Ron (2009). L'esclave d'à côté : traite des êtres humains et esclavage en Amérique aujourd'hui (ISBN 9780520268661)
- Balles, Kevin ; Trodd, Zoé ; Williamson, Alex Kent (2009). L'esclavage moderne : le monde secret de 27 millions de personnes (ISBN 9781851686414)
- Bales, Kevin (2016). Blood and Earth : esclavage moderne, écocide et le secret pour sauver le monde (ISBN 9780812995763)

## Critique
En 2007, en réponse à l'interview de Kevin Bales avec Democracy Now! à propos de Free The Slaves, le journaliste d'investigation Christian Parenti a écrit une critique sur Kevin Bales, affirmant qu'il avait fait de fausses déclarations sur l'industrie du chocolat. Plus précisément, Christian Parenti soutient que « Bales fait sa collecte de fonds, montre son livre et se targue du fait qu'il a réussi à réformer l'industrie du chocolat et qu'il a largement mis fin à l'utilisation du travail des enfants en Afrique de l'Ouest. Mais rien de tel n'est arrivé... L'organisation de Bales, FTS, a défendu l'industrie du chocolat lorsque le ministère du Travail a cherché à classer le cacao parmi les produits émanant du travail des esclaves et des enfants. ». Le travail de Bales a également été critiqué par la sociologue Julia O'Connell Davidson.